# Litopterny
Litopterny (†Litopterna, nazwa oznacza proste kostki) – rząd wymarłych ssaków kopytnych z grupy Meridiungulata, u których zaszła redukcja palca. Obejmował formy trójpalczaste i jednopalczaste.
Niektóre wyglądem przypominały lamy (Diadiaphorus), inne większe miały niewielkie trąby (np. Macrauchenia), inne przypominały konie (Thoatherium).
Rząd ten, znany jedynie z Ameryki Południowej i Antarktydy, pojawił się w paleocenie, był we wczesnych faunach popularny i zróżnicowany, a trwał, coraz bardziej zmniejszając swą różnorodność, aż do końca plejstocenu. Wczesne formy przypominały prakopytne, litopterny mogą nawet być rozpatrywane nie jako odrębny rząd, ale jako przetrwała i znacznie wyspecjalizowana grupa tychże właśnie prakopytnych. Nie wszyscy jednak naukowcy zgadzają się, że litopterny rzeczywiście pochodziły w prostej linii od prakopytnych. Niektórzy twierdzą (ich liczba stale wzrasta), że litopterny pochodzą jednak od jakichś innych ungulatów, a nie są zbytnio spokrewnione z prakopytnymi. Proponują oni dla litopternów i ungulatów nową jednostkę systematyczną Meridiungulata.
Litopterny, podobnie jak notoungulaty i piroteria, rozwijały się na wyspowym kontynencie południowoamerykańskim w całkowitej izolacji (Ameryka Południowa po rozpadzie Gondwany nie była połączona z żadnym innym lądem) zupełnie niezależnie od zwierząt na innych ziemiach. Zajmując jednak podobne nisze ekologiczne wykształciły podobne przystosowania do nich (konwergencja). Tak więc możemy porównać je z trawożercami takimi jak konie czy wielbłądy.
Najmłodszym rodzajem litopterna była prawdopodobnie makrauchenia która, inaczej niż większość jej krewniaków, przeżyła wielką wymianę po połączeniu się Ameryk, dzięki czemu dotrwała aż do końca plejstocenu. Mogła być ostatnim przedstawicielem swej linii.

## Nadrodziny i rodziny
- - Rodzina: Protolipternidae – incertae sedis
- Nadrodzina: Macrauchenioidea
  - Rodzina: Macraucheniidae
  - Rodzina: Notonychopidae
  - Rodzina: Adianthidae
- Nadrodzina: Proterotherrioidea
  - Rodzina: Proterotheriidae